# Johannes Petersen
Carl Georg Johannes Petersen, född 24 oktober 1860, död 11 maj 1928, var en dansk zoolog.
Petersen blev filosofie doktor vid Köpenhamns universitet 1888, assistent vid Zoologisk Museum 1887 och var direktör för Den danske biologiske Station 1889-1926. Petersens arbeten omfattar huvudsakligen praktisk-ekonomiska och teoretiska problem inom havsfiskeribiologin, inom vilket område Petersen intog en ledande ställning både på grund av sin idérikedom och som konstruktör av nya fångstapparater. Av särskild betydelse var Petersens uppfinning av en bottenhämtare, som satte honom i stånd inte bara att ganska exakt bestämma havsbottens produktion av organismer på en viss ytan utan även att särskilja för olika bottnar karaktäristiska djurbestånd, varigenom en fastare grund för vissa botanisktgeografiska frågor lades. Även på andra områden var Petersen verksam. Bland annat påvesade han att vi efter istiden haft en period, den så kallade "Tapestiden" med varmare klimat än dagens.

## Utmärkelser
- Riddare av Dannebrogorden,  1900[2]
- Dannebrogsmännens hederstecken,  1908[2]
- Kommendör av Dannebrogorden,  1926[2]

[Redigera Wikidata]